# عطا الأيوبي
محمّد عطا الأيوبي (1874-1950)، زعيم وطني سوري وأحد وجهاء مدينة دمشق من أصول كردية، تولى رئاسة الحكومة السورية مرتين، الأولى عام 1936 والثانية عام 1943، كما نُصِّب رئيساً للدولة بالوكالة بموجب أحكام الدستور، بعد وفاة رئيس الجمهورية تاج الدين الحسني. وقد كانت كلا حكومتيه حكومات مؤقتة شكلها من حياديين واجبها الأساسي الإشراف على الانتخابات النيابية، وأفضت في كلا المرتين إلى فوز الكتلة الوطنية بأغلبية مقاعد البرلمان، وأوصلت هاشم الأتاسي في المرة الأولى وشكري القوتلي في المرة الثانية إلى رئاسة الجمهورية. نشط الأيوبي أيضًا في مناصب وزارية عديدة خلال أواخر الدولة العثمانية ثم الانتداب الفرنسي على سورية، وعرفت عنه الوسطية والحياد، بحيث كان له علاقات جيدة مع الوطنيين والمعتدلين والفرنسيين في وقت واحد.

## البداية
ولد عطا الأيوبي في دمشق وهو سليل أسرة عريقة ومُنعمة، وكان والده محمّد علي الأيوبي من الأعيان. دَرس في مدارس دمشق وفي المعهد الملكي في اسطنبلول، حيث تخرّج حاملاً الشهادة العليا في العلوم السياسية، والتحق بعدها بالعمل الحكومي في الدولة العثمانية. عين قائم مقام ثم متصرفاً على مدينة اللاذقية، ونقل بعدها إلى الكرك. لم ينتمي عطا الأيوبي إلى الثورة العربية الكبرى التي انطلقت من الحجاز عام 1916 ولكنه بايع قائدها العام، الشريف حسين بن علي، عشية سقوط الحكم العثماني بدمشق في 26 أيلول 1918. ونظراً لمكانته المجتمعية الرفيعة وخبرته في الإدارة، عُيّن الأيوبي عضواً في مجلس الحكم الإنتقالي الذي شُكّل في دمشق يومها، بقيادة الأمير محمّد سعيد الجزائري، شقيق زوجة الأيوبي. وكانت كريمة الأيوبي حفظة متزوجة من الأمير كاظم الجزائري، ابن أخ الأمير محمّد سعيد الجزائري وحفيد المجاهد الأمير عبد القادر الجزائري.  

## في عهد الملك فيصل الأول
ولكن هذه الحكومة المؤقتة سقطت سريعاً بعد دخول قوات الحلفاء إلى مدينة دمشق في 3 تشرين الأول 1918 وتم استبدالها بحكومة وطنية ترأسها الفريق رضا باشا الركابي، الذي قام بتعين عطالأيوبي فيها وزيراً للعدل. حافظ الأيوبي على منصبه طوال فترة الحكم الهاشمية في سورية، وقد بايع الأمير فيصل بن الحسين ملكاً وعربياً على البلاد وكان شاهداً على حفل تتويجه في مبنى البلدية بدمشق يوم 8 أذار 1920. وفي ذلك الصيف، حدثت مواجهة عسكرية بين الجيش السوري وفرنسا في معركة ميسلون، أدت إلى سقوط سورية تحت الإحتلال الفرنسي، تنفيذاً لإتفاقية سايكس بيكو الموقعة بين فرنسا وبريطانيا سنة 1916. خلع الملك فيصل الأول عن عرش سورية ولكنه وقبل مغادرته دمشق، كلّف علاء الدين الدروبي بتشكيل حكومة جديدة، الذي قام بدوره بتعين عطا الأيوبي وزيراً للداخلية، خلفاً للوزير رضا الصلح (والد رئيس وزراء لبنان رياض الصلح).

## حادثة خربة غزالة
رفض أهالي سهل حوران الإعتراف بشرعية الإنتداب الفرنسي على سورية وحملوا السلاح في وجه الفرنسيين، مطالبين بعودة الملك فيصل الأول إلى العرش. كما أنهم رفضوا دفع الغرامة المالية التي فرضت عليهم حكومة الإنتداب عقاباً على دعمهم للجيش السوري في معركة ميسلون. شُكل وفد رفيع لمفاوضة أهالي حوران، برئاسة رئيس الحكومة علاء الدين الدروبي وعضوية كلّ من وزير الداخلية عطا الأيوبي ورئيس مجلس الشورى عبد الرحمن باشا اليوسف. توجه الوفد الحكومي إلى حوران يوم 21 آب 1920 وعند توقف القطار في قرية خربة غزالة تمت مهاجمته من قبل الثوار الموالين للملك فيصل. قُتل علاء الدين الدروبي وعبد الرحمن اليوسف ونجى عطا الأيوبي من الموت بأعجوبة، عندما تعرف عليه تاجر دمشقي من حي الميدان كان متواجداً في محطة القطار، فأخذه إلى مكان آمن، لكي لا تطاله يد الثوار.

## وزيراً في دمشق 1920-1925
عاد الأيوبي إلى دمشق وكُلّف مجدداً بحقيبة العدلية في حكومة الرئيس جميل الأُلشي التي شُكلت يوم 6 أيلول 1920. وكان من ضمن مهامه ملاحقة الجناة في خربة غزالة وسيقهم إلى حبل المشنقة. ولكن حكومة الأُلشي قدمت استقالتها احتجاجاً على تقسيم سورية إلى دويلات واعطاء أربعة أقضية إستراتيجية إلى دولة لبنان الكبير، هم حاضبيا وراشيا وسهل البقاع وبعلبك. شُكلت بعدها حكومة مصغرة لدولة دمشق، برئاسة حاكم الدولة حقي العظم، الذي حافظ على عطا الأيوبي في حقيبة العدلية، حتى أن قدم الأخير استقالته احتجاجاً على سياسات فرنسا يوم 10 كانون الثاني 1921.
وعند دمج دولتي دمشق وحلب مع دولة جبل العلويين، فيما عُرف بالإتحاد السوري الفيدرالي، سُمّي عطا الأيوبي وزيراً للعدل مجدداً من قبل رئيس الدولة صبحي بركات، إضافة لتعينه عضواً في البرلمان الإتحادي المركزي، ممثلاً عن دمشق مع كلّ من فارس الخوري ومحمّد علي العابد. استطاع الأيوبي من سن عدد من القوانين الهامة، بما فيها تعوبض غلاء المعيشة ودفع رواتب شهرية للسجناء المتعلمين في حال قيامتهم بتعليم سجين أمي. حافظ الأيوبي على منصبه في دولة الاتحاد من 28 حزيران 1922 وحتى 31 آب 1925، عندما سقط حكومة الرئيس بركات بعد أسابيع قليلة من إندلاع الثورة السورية الكبرى في جبل الدروز، بقيادة سلطان باشا الأطرش. وقد عاد إلى الحكم وزيراً للعدلية مرة أخيرة في أذار عام 1934، في حكومة الرئيس تاج الدين الحسني التي شُكلت بعد إنتهاء الثورة ووصول محمّد على العابد إلى سدة رئاسة الجمهورية في سورية، وبقي وزيراً حتى 24 شباط 1936.

## رئيساً للحكومة عام 1936
رفض عطا الأيوبي الإنتساب إلى أي حزب سياسي طوال حياته ولكنه كان مقرباً من الكتلة الوطنية التي ولدت عام 1927 ومن رئيسها هاشم الأتاسي، وهو صديق قديم للأيوبي منذ أيام الدراسة في اسطنبول. وقاد ساهم الأيوبي مع زعماء الكتلة الوطنية بتأسيس معمل الأسمنت في منطقة دمر، الذي خصص جزء من عائداته لتمويل الحركة الوطنية، وإنتخب عضواً في مجلس إدارته. وفي عام 1936، حصل صدام بين زعماء الكتلة الوطنية والحكومة الفرنسية، على أثر اعتقال سلطة الإنتداب لنائب دمشق وزعيمها فخري البارودي. أطلقت الكتلة ما عرف يومها بالإضراب الستيني، والذي أدى إلى سقوط حكومة الشيخ تاج الدين الحسني المحسوبة على فرنسا. وافقت حكومة الإنتداب على وقف الإعتقالات وفتح أبواب السجون مع إفساح المجال للتفاوض، عارضة على قادة الكتلة الوطنية تسمية شخصية سياسية مستقلة لرئاسة الحكومة، يرضى عنها الشارع السوري، فوقع الخيار على عطا الأيوبي.
شُكلت حكومة عطا الأيوبي الأولى في 24 شباط 1936، وتسلّم فيها الرئيس مهام وزارة الداخلية. وقد أوكل إلى المحامي الشهير والوسطي سعيد الغزي بحقيبة العدلية، وجاء بالمصرفي الكبير أدمون حمصي من حلب وزيراً للمالية. أما حقيبة المعارف فقد ذهبت للأمير مصطفى الشهابي، أحد أدباء مجمع اللغة العربية، وعيّن أحد وجهاء مدينة أنطاكيا السورية مصطفى القصيري وزيراً للإقتصاد. توجه الرئيس عطا الأيوبي إلى بيروت لمفاوضة المندوب السامي الفرنسي هنري دي مارتل، وتمكّن من الوصول إلى تسوية سياسية، تؤدي إلى إنهاء الإضراب مقابل دعوة وفد رفيع من الكتلة الوطنية إلى فرنسا للتفاوض على مستقبل البلاد. نَزل عطا الأيوبي إلى سوق الحميدية برفقة هاشم الأتاسي وقاما بقطع الشريط الأحمر الذي وضع على مدخله، معلنين عودة الحياة الإقتصادية إلى مدينة دمشق وإنهاء الإضراب الستيني.  وقد قلّد المفوض السامي عطا الأيوبي وسام الشرف الفرنسي، اعترافاً بدوره في نزع فتيل الأزمة مع سورية التي أضرت كثيراً بسمعة فرنسا في المحافل الدولية. وعند توجه وفد الكتلة الوطنية إلى باريس، برئاسة هاشم الأتاسي، أُرفق وزيران من حكومة الأيوبي إليه، هما ادمون حمصي والأمير مصطفى الشهابي. عادوا إلى سورية في أيلول 1936 ومعهم اتفاقية موقعة مع حكومة الرئيس ليون بلوم، تَعد السوريين بمنحكم الاستقلال التام والتدريجي خلال مدة خمسة وعشرون سنة. على الفور استقال رئيس الجمهورية محمد على العابد من منصبه، فاتحاً المجال أمام إجراء إنتخابات برلمانية ورئاسية مُبكرة، وتبعه في ذلك الرئيس عطا الأيوبي يوم 21 كانون الأول 1936.

## رفضه لرئاسة الدولة عام 1940
وخلال الحرب العالمية الثانية، عَرض الجنرال شارل ديغول على عطا الأيوبي تولى رئاسة الدولة السورية ولكنه وضع سلسلة من الشروط الصارمة، بالتنسيق مع صديقه الرئيس هاشم الأتاسي، أدت إلى استبعاده على الفور، وكان من بينها شرط انضمام سورية إلى عصبة الأمم وإعادة ضمّ كل من جبل العلويين وجبل الدروز إلى الوطن الأم.

## الحكومة الثانية والأخيرة عام 1943
وفي عام 1941 كُلّف الشيخ تاج الدين الحسني المحسوب على الفرنسيين برئاسة الجمهورية السورية، ولكنه توفي وهو في سدة الحكم وتسلّم رئاسة الدولة بالوكالة رئيس الحكومة جميل الأُلشي. واجه الأُلشي احتجاجات شعبية عارمة قادتها الكتلة الوطنية ضد ارتفاع سعر الخبز لتمويل المجهود الحربي الفرنسي في الحرب العالمية الثانية. كانت مدينة دمشق تستهلك 117 طن من الطحين شهرياً وعجز الأُلشي في تأمين حاجة الناس فتم الإستغناء عنه وتكليف عطا الأيوبي بتشكيل حكومة إنتقالية يوم 25 أذار 1943، هدفها إنهاء أزمة الخبز والتحضير لإنتخابات برلمانية ورئاسية في صيف العام 1943. تولى الرئيس الأيوبي حقائب الداخلية والدفاع، إضافة لرئاسة الحكومة، وعيّن المحامي نعيم أنطاكي من زعماء الكتلة الوطنية في حلب وزيراً للخارجية. وجاء بأحد زعماء الكتلة في حمص فيضي الأتاسي وزيراً للعدل والمعارف، وبصديقه القديم الأمير مصطفى الشهابي وزيراً للمالية والإعاشة. قام الأيوبي بمعالجة أزمة الخبز بالتعاون مع سلطان باشا الأطرش، الذي أرسل محصول جبل الدروز إلى دمشق بسعر منخفض وبالتقصيت المريح، تلبية لطلب رئيس الحكومة.
وفي اجتماعة مع رجال الصحافة، خطب الرئيس الأيوبي معرفاً عن عهده بالقول: «إني أحب النزاهة وأتمنى أن أكون نزيهاً، ولكنني شديد التعصب لحيادي ولا أستند إلى حزب معين بل إلى جميع الأحزاب، وأتمنى أن تكون جميع الأحزاب متفقة على خدمة المصلحة العامة، فالأشخاص زائلون والحكومة ثابتة، وعلينا أن تعمل لنكوّن للحكومة قوتها.» 

## رفضه الرئاسة مرة ثانية عام 1943
وخلال التحضير للانتخابات الرئاسية عام 1943، حاول خالد الأيوبي نجل عطا الأيوبي جمع أصوات عدد من النواب لترشيح والده للرئاسة الأولى، بدلاً من مرشح الكتلة الوطنية شكري القوتلي. نجح خالد الأيوبي بجمع 72 توقيع لصالح والده فوصل الأمر لمسامع شكري القوتلي الذي اتصل بعطا الأيوبي معاتباً، عارضاً سحب ترشيحه في حال كان الأيوبي راغباً بالرئاسة الأولى. اعتذر الأيوبي عن تصرف ابنه، الذي لم يكن له أي علم به، وعاتبه بالقول: «إن مصلحة الوطن تقضي بأن يكون شكري القوتلي رئيساً للجمهورية وحده ودون غيره، وأنا لا يمكن أن أتقدم عليه.»

## الوفاة
توفي عطا الأيوبي بدمشق عن عمر ناهز 76 عاماً سنة 1950 وقد سُمّي شارع كبير على اسمه في وسط العاصمة السورية، حيث مكان قصره القديم والفاخر في منطقة الجسرالأبيض. 

## في وصف عطا الأيوبي
قال الصحفي السوري عبد الغني العطري، صاحب مجلة الدنيا عن عطا الأيوبي أنه: «جمّ الأدب، رفيع التهذيب، رقيق الحاشية، لا يثور ولا يغضب ولا يحقد على أحد، كثير الحياء والخجل، شديد الوفاء للصديق.»